# Tolka
La Tolka (en irlandais : An Tulcha) est l'un des trois cours d'eau qui traversent la région de Dublin en Irlande. Les deux autres sont la Liffey et la Dodder.

## Géographie
La Tolka prend sa source de l'Est de Dunshaughlin, Comté de Meath. 
Elle entre dans l'agglomération de Dublin presque de Clonee puis traverse les quartieres de Mulhuddart, Blanchardstown, Ashtown, Glasnevin, Drumcondra, Ballybough, Fairview et East Wall.

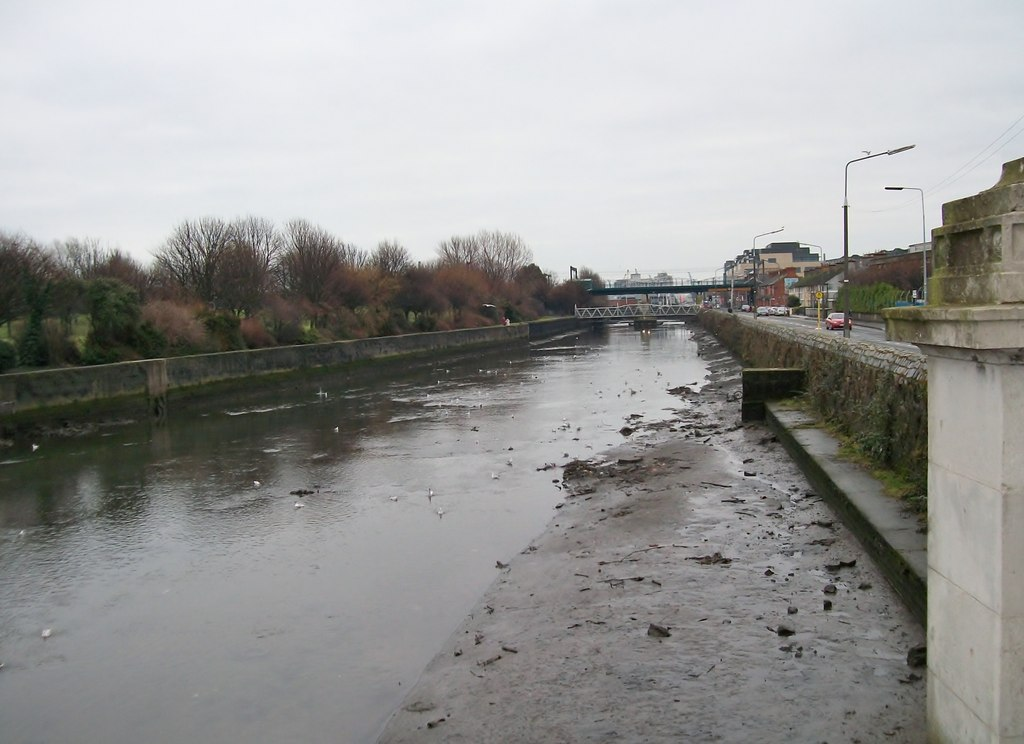
La Tolka vue depuis le Annesley Bridge, à Fairview (Dublin).